# Kanakanavu的守候
《Kanakanavu的守候》（英文：Kanakanavu Await）是由龍男·以撒克·凡亞思監製，馬躍·比吼執導的紀錄片，紀錄Kanakanavu族人，如何在八八風災之後，重建家園，找回自我認同的故事。本片於2010年新北市政府文化局舉辦活動「傷痛之島·影像發聲」八八風災紀錄片進行巡迴放映。

## 影片內容
Kanakanavu族人數約400多人，多年來在學術上被歸類為鄒族，因受日本殖民政策影響而大部分說布農語；本片以Kanakanavu族為爭取正名作為切入點，呈現長年下來不受認同、族群被壓抑的現象；並透過八八風災的災後重建，深入探詢災後部落的文化與心靈重建。

## 參展紀錄
- 2010年金馬國際影展
- 2010年南方影展
- 2019年山形國際紀錄片影展

## 外部連結
- 互联网电影数据库（IMDb）上《Kanakanavu的守候》的资料（英文）
- 開眼電影網上《Kanakanavu的守候》的資料（繁體中文）
- 豆瓣电影上《Kanakanavu的守候》的資料 （简体中文）